# Larry Levan
DJ Larry Levan (Lawrence Philpot), född 20 juli 1954, kom att bli en legend i New Yorks discokretsar i slutet av 70-talet. Han var DJ på klubben Paradise Garage (1976-1986) och därifrån härstammar den typ av housemusik som kallas Garage.
Genom sin kreativa spelstil och obskyra låtval blev Larry mycket populär, han hade en förmåga att spela precis det som folk ville dansa till. Utöver att vara DJ mixade Larry också en del musik, till exempel "Work that body" med Taana Gardner.
Larry Levan dog av hjärtsvikt orsakad av endokardit den 8 november 1992.